# Inocencio Zárate
Inocencio Zárate es un jugador paraguayo de fútbol y de fútsal por Club Presidente Hayes que milita en la Tercera División de Paraguay. Se destaca por jugar en un solo club durante su trayectoria, jugando en la Segunda, Tercera y Cuarta divisiones del fútbol paraguayo, siendo tres de los cuatro niveles del fútbol paraguayo, con su club. Como jugador de fútsal, logró ser campeón absoluto en la Primera División del Campeonato de Futsal FIFA de la APF con Presidente Hayes en 2003. Zárate es considerado un 'histórico' por la prensa paraguaya.

## Trayectoria

### 2002
En 2002, jugó en un partido muy importante contra el Club Sportivo San Lorenzo a fines del campeonato. El partido fue repachaje para determinar cual de los dos equipos ascenderá o descenderá de la Primera División de Paraguay.

### 2003
En 2003, fue parte del plantel de fútsal de Presidente Hayes que se consagró campeón absoluto del torneo de la Primera División de fútsal. También, jugó en la Segunda División, dónde le enfrentó a Óscar Cardozo, jugador del 3 de Febrero.

### 2005
En 2005, en un partido de la tercera división, Presidente Hayes le superó a Tembetary por un gol a través de un zurdazo de Inocencio Zárate.

### 2006
En 2006, participa en la División de Honor de fútsal en Paraguay.

### 2007
El 3 de junio de 2007, anotó un gol a los 82 minutos contra Cerro Porteño PF en un partido que Hayes ganó 1 a 0. Fue su única anotación de la temporada en la liga.

### 2016
En 2016, juega en la Primera División C.

### 2017
En un encuentro en la temporada de la Cuarta División de Paraguay de 2017, anotó en un partido contra Valois Rivarola en octubre. El partido terminó empatado 1 a 1.

### 2018
Su primer partido en la temporada de 2018 fue contra el Club 29 de Setiembre el 24 de marzo.
Zárate jugó en la Copa Paraguay 2018 contra Atlántida en abril.

## Estadísticas
| Club             | Temporada | Liga             | Liga | Liga  | Continental | Continental | Otro | Otro  | Total | Total |
| Club             | Temporada | División         | PJ   | Goles | PJ          | Goles       | PJ   | Goles | PJ    | Goles |
| ---------------- | --------- | ---------------- | ---- | ----- | ----------- | ----------- | ---- | ----- | ----- | ----- |
| Presidente Hayes | 2002      | Segunda División | ?    | ?     | –           | –           | –    | –     | ?     | ?     |
| Presidente Hayes | 2003      | Segunda División | ?    | ?     | –           | –           | –    | –     | ?     | ?     |
| Presidente Hayes | 2004      | Tercera División | ?    | ?     | –           | –           | –    | –     | ?     | ?     |
| Presidente Hayes | 2005      | Tercera División | ?    | ?     | –           | –           | –    | –     | ?     | ?     |
| Presidente Hayes | 2006      | Tercera División | ?    | ?     | –           | –           | –    | –     | ?     | ?     |
| Presidente Hayes | 2007      | Segunda División | ?    | 1     | –           | –           | –    | –     | ?     | 1     |
| Presidente Hayes | 2008      | Segunda División | ?    | ?     | –           | –           | –    | –     | ?     | ?     |
| Presidente Hayes | 2009      | Tercera División | ?    | ?     | –           | –           | –    | –     | ?     | ?     |
| Presidente Hayes | 2010      | Tercera División | ?    | ?     | –           | –           | –    | –     | ?     | ?     |
| Presidente Hayes | 2011      | Tercera División | ?    | ?     | –           | –           | –    | –     | ?     | ?     |
| Presidente Hayes | 2012      | Tercera División | ?    | ?     | –           | –           | –    | –     | ?     | ?     |
| Presidente Hayes | 2013      | Tercera División | ?    | ?     | –           | –           | –    | –     | ?     | ?     |
| Presidente Hayes | 2014      | Tercera División | ?    | ?     | –           | –           | –    | –     | ?     | ?     |
| Presidente Hayes | 2015      | Cuarta División  | ?    | ?     | –           | –           | –    | –     | ?     | ?     |
| Presidente Hayes | 2016      | Cuarta División  | ?    | ?     | –           | –           | –    | –     | ?     | ?     |
| Presidente Hayes | 2017      | Cuarta División  | ?    | ?     | –           | –           | –    | –     | ?     | ?     |
| Presidente Hayes | 2018      | Tercera División | ?    | ?     | –           | –           | –    | –     | ?     | ?     |
| Total            | Total     | Total            | ?    | ?     | –           | –           | –    | –     | 0     | 0     |

### Participaciones en Copas Nacionales
| Copa               | País     | Resultado     | Partidos | Goles |
| ------------------ | -------- | ------------- | -------- | ----- |
| Copa Paraguay 2018 | Paraguay | Por confirmar | 0        | 0     |